# Matthew Strazel
Matthew Nelson Strazel, né le 5 août 2002 à Bourg-la-Reine dans les Hauts-de-Seine, est un joueur français de basket-ball. Il mesure 1,82 m et évolue au poste de meneur. Il joue pour le club de l'AS Monaco, dans le championnat de France.

## Biographie

### En club
Matthew Strazel commence le basket-ball à l'âge de sept ans dans le club local de Marne-la-Vallée Basket en Seine-et-Marne. Il y joue jusqu'en minime (U15, moins de 15 ans). Par la suite, il rejoint l'ASVEL Lyon-Villeurbanne détecté par Yohann Sangaré alors manager général et T.J. Parker l'entraîneur-adjoint de l'équipe professionnelle.

### ASVEL Lyon Villeurbanne (2017-2022)
En juin 2017, il rejoint l'ASVEL Lyon-Villeurbanne et quitte le Marne-la-Vallée Basket après avoir passé 9 ans au club[réf. nécessaire].
Lors de sa première saison avec le club rhodanien, il joue principalement avec les cadets (U18) et cumule 17,2 points de moyenne par match. Il s'entraîne également avec le groupe espoir (U21) et prend part à 15 matches du championnat de France espoirs. Strazel y obtient des statistiques de 3,7 points, 0,9 rebond et 0,8 passe décisive. Il participe aussi au Trophée du Futur pour 7 min de jeu.
Pour sa seconde saison, 2018-2019, Strazel s'impose comme un cadre de l'équipe U21. Il tourne à 14,5 points 3,8 rebonds et 4,7 passes décisives par match en moyenne. Lorsqu'il est aligné en U18, c'est pour véritablement marquer les matchs de son empreinte. Ainsi, lors du Final Four U18, il inscrit 44 points face à Bourg-en-Bresse.
Il obtient un baccalauréat économique et social avec un an d'avance et signe, son premier contrat aspirant professionnel avec l'ASVEL.
Pour la saison 2019-2020, Matthew Strazel commence la saison en leader de l'équipe U21, championnat dans lequel en huit matchs, il tourne à 17,8 points, 3,1 rebonds, 5 passes décisives en moyenne et 97,8 % de réussite aux lancers francs. Il fait aussi officiellement partie du groupe professionnel étendu sur un effectif à 14, ce qui lui vaut de jouer 6 min en trois matchs du championnat de France.
Le 29 octobre 2019, l'entraîneur de l'équipe professionnelle Zvezdan Mitrović le fait rentrer lors d'un match de la saison régulière d'Euroligue, face au club espagnol de Vitoria. À 17 ans et 85 jours, pour son premier match européen, il inscrit 9 points, avec un résultat de 3 sur 4 à 3 points,.
Le 24 janvier 2020, à 17 ans et 171 jours, il bat son record de points en EuroLigue contre le Panathinaïkos avec 14 points en moins de 18 minutes de temps de jeu.
Le 5 mars 2020, il bat son record d'évaluation (15) dans cette même compétition EuroLigue contre le Real Madrid alors classés en 2e position. En moins de 22 minutes, il inscrit 11 points, prend 1 rebond, délivre 5 passes décisives, effectue 1 interception, le tout sans perdre de ballon. De plus, il finit 3/3 derrière la ligne de lancer franc,.
Le 10 mars 2020, à 17 ans et 218 jours, il bat son record de points (17) et d'évaluation (18) en France contre  Monaco. Pour ce faire, il finit notamment la rencontre à 7/7 en réussite derrière la ligne de lancer franc, délivre 4 passes décisives, le tout en 25 minutes,.
Auteur d'une première saison en professionnel très prometteuse, l'ASVEL annonce, le 10 juin 2020, avoir prolongé son contrat jusqu'en 2025.
Le 21 avril 2022, il se présente à la draft 2022. Il retire cependant sa candidature le 13 juin 2022.

### AS Monaco (depuis 2022)
Il quitte l'ASVEL en juillet et signe avec l'AS Monaco pour trois saisons,.
Le 14 août 2024, après la médaille d'argent obtenue aux Jeux olympiques de Paris, il prolonge son contrat avec l'AS Monaco pour trois saisons supplémentaires soit jusqu'en 2027.
Le 20 mai 2025, juste avant de jouer le Final Four de l'Euroligue, Strazel prolonge à nouveau son contrat avec l'AS Monaco jusqu'en 2029.

## Sélection nationale
En janvier 2024, Strazel est appelé pour la première fois en équipe de France sénior par l'entraîneur Vincent Collet dans le cadre des qualifications à l'EuroBasket 2025.
Il participe aux Jeux olympiques 2024 et y remporte la médaille d'argent.

## Statistiques internationales

### Compétition internationale
Statistiques en compétition internationale de Matthew Strazel au 12 août 2024
| Saison   | Équipe   | Matchs | Titul. | Min./m | % Tir | % 3pts | % LF  | Rbds/m. | Pass/m. | Int/m. | Ctr/m. | Pts/m. |
| -------- | -------- | ------ | ------ | ------ | ----- | ------ | ----- | ------- | ------- | ------ | ------ | ------ |
| JO 2024  | France   | 5      | 2      | 11,8   | 47,1  | 50,0   | 100,0 | 0,6     | 1,6     | 0,2    | 0,0    | 5,0    |
| Carrière | Carrière | 5      | 2      | 11,8   | 47,1  | 50,0   | 100,0 | 0,6     | 1,6     | 0,2    | 0,0    | 5,0    |

## Palmarès

### Palmarès en club
- ASVEL Lyon-Villeurbanne
  - Champion de France en 2021 et 2022
  - Vainqueur de la Coupe de France en 2021
  - Finaliste de la Leaders Cup en 2020
  - Vainqueur de l'Ain Star Game 2019 et 2020[21].

- AS Monaco
  - Champion de France en 2023 et 2024
  - Vainqueur de la Coupe de France en 2023

### Palmarès en équipe de France

#### Séniors
- Médaille d'argent aux Jeux olympiques de 2024 à Paris.

#### Jeunes
- Médaille d’argent de la Coupe du monde des moins de 19 ans en 2021

## Décorations
- Chevalier de l'ordre national du Mérite (2024)[22]